# Kolonia Ostrowie
Kolonia Ostrowie – nieoficjalna kolonia wsi Ostrowie w Polsce położona w województwie podlaskim, w powiecie sokólskim, w gminie Dąbrowa Białostocka.
W latach 1975–1998 miejscowość administracyjnie należała do województwa białostockiego.